# Viktor Obuchov
Viktor Viktorovič Obuchov (in russo Виктор Викторович Обухов?; 10 marzo 1940 – 22 novembre 2009) è stato un regista sovietico.

## Filmografia parziale

### Regista
- Alёša (1980)